# 北美殖民年表
這是殖民北美的時間線，裡面記錄歐洲各國建立的日期。

## 哥倫布之前的時代
- 986年－諾曼人殖民格陵蘭。
- 約1000年－諾曼人短暫地殖民紐芬蘭島的蘭塞奧茲牧草地（文蘭）。[1]
- 約1350年－諾曼人放棄在格陵蘭的殖民地。
- 1473年－若昂·瓦斯·科爾特-雷阿爾可能到達紐芬蘭島，在日誌中寫有「新鱈魚之地」。

## 15世紀末
- 1492年－哥倫布帶著聖瑪利亞號、平塔號和尼尼亞號出航。
- 1493年－哥倫布到達巴哈馬[2]、古巴和伊斯帕尼奧拉島。
- 1493年－伊莎貝拉殖民地在伊斯帕尼奧拉島建立。[3]
- 1493年－波多黎各
- 1496年－聖多明哥，第一個歐洲人永久性定居地建立。[4]
- 1497年－喬瓦尼·卡博托到達紐芬蘭。[5]
- 1498年－哥倫布在第三次航行到達今日的委內瑞拉和千里達及托巴哥
- 1498年－西班牙放棄了伊莎貝拉殖民地。
- 1499年－紐芬蘭島和拉布拉多的地圖獲繪製

## 16世紀
- 1500年－佩德羅·阿爾瓦雷斯·卡布拉爾到達今日巴西的海岸
- 1501年－紐芬蘭和拉布拉多被勘探
- 1502年－哥倫布沿著猶加敦半島以南的大陸海岸航行，到達今日的尼加拉瓜、哥斯達黎加和巴拿馬
- 1503年－哥倫布發現開曼群島，並命名為龜島
- 1508年－龐塞·德萊昂在聖胡安島（現稱為波多黎各）建立卡帕拉（英语：Caparra Archaeological Site）
- 1511年－征服古巴開始
- 1513年－龐塞·德萊昂登陸佛羅里達
- 1515年－征服古巴完成
- 1517年－弗朗西斯科·埃爾南德斯·德·科爾多瓦登陸猶加敦半島
- 1519年－維拉克魯茲市建立
- 1521年－埃爾南·科爾特斯完成對墨西哥的征服
- 1521年－胡安·龐塞·德萊昂嘗試殖民佛羅里達但以失敗告終
- 1524年－佩德羅·德·阿爾瓦拉多征服今日的危地馬拉和薩爾瓦多
- 1524年－喬瓦尼·達韋拉扎諾航行了多數的美洲東岸
- 1525年－埃斯皮昂·戈麦斯（英语：Estêvão Gomes）進入上紐約灣[6][7]
- 1526年－盧卡斯·瓦斯克斯·德·艾利翁嘗試殖民南卡羅來納
- 1527年－漁民開始使用紐芬蘭聖約翰斯及其他沿岸地區的港口
- 1535年－雅克·卡蒂埃到達魁北克
- 1536年－卡韋薩·德·巴卡在探索北美洲後來到墨西哥城
- 1538年－胡格諾派定居加勒比海的聖基茨島失敗（被西班牙摧毀）
- 1539年－埃爾南多·德·索托探索內陸，從佛羅里達去到阿肯色
- 1540年－科羅納多從墨西哥探索到堪薩斯東部
- 1540年－西班牙人到達大峽谷（接著200年當地也被忽略）
- 1541年－法國雅克·卡蒂亞建立的查爾斯堡殖民地失敗
- 1542年－胡安·羅德里格斯·卡布里略來到加利福尼亞
- 1555年－法國在巴西瓜納巴拉灣的維萊加格農島建立殖民地
- 1559年－西班牙定居佛羅里達彭薩科拉失敗
- 1564年－法國胡格諾派建立卡羅琳堡（英语：Fort Caroline）
- 1565年－西班牙在卡羅琳堡屠殺法國的“異教徒”殖民者。
- 1565年－西班牙建立佛羅里達聖奧古斯丁
- 1566年-1587年－西班牙殖民南卡羅來納
- 1567年－葡萄牙摧毀了法國在巴西的殖民地
- 1570年－西班牙定居切薩皮克灣失敗
- 1576年－馬丁·弗羅比舍來到拉布拉多海岸和巴芬島
- 1583年－英國正式宣佈擁有紐芬蘭主權（漢弗萊·吉爾伯特）
- 1585年－英國定居羅阿諾克殖民地失敗
- 1598年－法國定居塞布爾島失敗
- 1598年－西班牙到達新墨西哥北部
- 1600年－到1600年，西班牙和葡萄牙仍然是僅有的重要殖民國家。墨西哥以北唯一的定居點是聖奧古斯丁和新墨西哥州北部偏遠的前哨基地。在1540年代後，內陸的探索基本上被放棄了。在紐芬蘭附近，每年有500艘或以上的船隻在捕鱈魚，一些漁民在買賣皮草，尤其是在聖勞倫斯的泰道沙克。

## 17世紀
- 1602年－聖地牙哥 - 西班牙
- 1604年－阿卡迪亞 - 法國
- 1605年－Port Royal（英语：Port Royal, Nova Scotia） - 法國
- 1607年－詹姆斯鎮 - 英國
- 1607年－Popham Colony - 英國
- 1608年－魁北克 - 法國
- 1610年－Cuper's Cove - 英國
- 1610年－Kecoughtan, Virginia - 英國
- 1610年－聖塔菲 - 西班牙
- 1614年－拿騷堡 - 荷蘭
- 1615年－Renews, Newfoundland（英语：Renews, Newfoundland and Labrador） - 英國
- 1618年－Bristol's Hope - 英國
- 1620年－聖約翰斯 (紐芬蘭-拉布拉多) - 英國
- 1620年－普利茅斯殖民地 - 英國
- 1621年－新斯科細亞 - 蘇格蘭
- 1622年－Province of Maine - 英國
- 1623年－朴次茅斯 - 英國
- 1623年－格洛斯特 - 英國
- 1623年－多佛 - 英國
- 1623年－Pannaway（英语：Rye, New Hampshire） - 英國
- 1623年－New Castle（英语：New Castle, New Hampshire） - 英國
- 1624年－總督島 - 荷蘭
- 1625年－布雷頓角島 - 蘇格蘭
- 1625年－新阿姆斯特丹 - 荷蘭
- 1625年－Fort Nassau - 荷蘭
- 1626年－塞勒姆 - 英國
- 1630年－麻薩諸塞灣殖民地 - 英國
- 1631年－聖約翰 (新伯倫瑞克) - 英國
- 1632年－威廉斯堡 - 英國
- 1633年－溫莎 (康乃狄克州) - 英國
- 1634年－馬里蘭省 - 英國
- 1634年－Wethersfield - 英國
- 1635年－Territory of Sagadahock - 英國
- 1636年－Providence Plantations - 英國
- 1636年－康乃狄克殖民地 - 英國
- 1638年－紐黑文殖民地 - 英國
- 1638年－新瑞典 - 瑞典
- 1638年－埃克塞特 (新罕布夏州) - 英國
- 1639年－布里奇波特 - 英國
- 1639年－紐波特 - 英國
- 1639年－聖馬克 - 西班牙
- 1640年？- New Stockholm（英语：Bridgeport, New Jersey） - 瑞典
- 1640年？- Swedesboro（英语：Swedesboro, New Jersey）- 瑞典
- 1651年－Fort Casimir - 荷蘭
- 1670年－查爾斯頓 - 英國
- 1678年－紐培茲，紐約（英语：New Paltz, New York） - 法國
- 1682年－賓夕法尼亞州 - 英國
- 1683年－East New Jersey（英语：Scottish colonization of the Americas#East New Jersey - 1683） - 蘇格蘭
- 1684年－Stuarts Town, Carolina（英语：Scottish colonization of the Americas#Stuarts Town.2C Carolina - 1684） - 蘇格蘭
- 1684年？- Fort Saint Louis (Illinois)- 法國
- 1684年？- Fort Saint Louis (Texas)- 法國
- 1698年－彭薩科拉 - 西班牙
- 1699年－路易斯安納州 - 法國

## 18世紀
- 1718年－紐奧良 - 法國
- 1718年－聖安東尼奧 - 西班牙
- 1721年－格陵蘭 - 丹麥
- 1729年－巴爾的摩 - 英國
- 1733年－佐治亞省 - 英國
- 1784年－科迪亞克島 - 俄羅斯
- 1791年－聖塔克魯茲 - 西班牙